# Cratere Pollack
Pollack  è un cratere sulla superficie di Marte.